# Aristocypha spuria
Aristocypha spuria är en trollsländeart som först beskrevs av Selys 1879.  Aristocypha spuria ingår i släktet Aristocypha och familjen Chlorocyphidae. Inga underarter finns listade i Catalogue of Life.